# 袁恕己
袁恕己（？—706年），沧州东光（今河北省滄州市東光縣）人，東漢末年諸侯袁绍子袁熙后人，袁異弘之子，祖上四世三公。唐朝政治人物。曾与張柬之、桓彥範等發動神龍革命，迫女皇武則天退位，唐中宗因而復辟。后因得罪韋皇后，被流放，遭武三思遣人殺死。

## 生平
武則天長安中，歷官司刑少卿、兼知相王府司马事。
神龍元年（705年）正月，武則天病重，與敬暉、張柬之、桓彥范、崔玄暐等人預謀誅殺張易之、張昌宗兄弟，跟從相王李旦統率南衙兵仗，以作為兵變準備。起事成功誅殺張易之兄弟，廢周國號，迎唐中宗李顯復位。以功加銀青光祿大夫、中書侍郎、同中書門下三品，封南陽郡公，食實封五百戶。同年袁恕己拜為中书令，特進封南陽郡王，罷知政事。武則天崩，遺制加實封滿七百戶。
韋勾结武三思罷黜五大臣。袁恕己被贬为窦州司马，后流放环州（廣西河池東北），武三思指使其周利貞假傳上令，逼飲野葛汁數升，恕己曾服食黃金，餌毒發，憤悶，以手掘地，取土而食，指甲磨損殆盡，竟然還不死，周利貞才將他擊殺。
唐睿宗景雲元年（710年）平反。開元初谥贞烈。建中初贈太子太傅。
袁恕已为官刚直廉洁。將作少匠楊務廉以作工精巧受重用，中興之初，袁恕己怕楊務廉會使中宗重啟遊玩娛樂侈靡之開端，就向中宗進言：“務廉致位九卿，積有歲年，苦言嘉謀，無足可紀。每宮室營構，必務其侈，若不斥之，何以廣昭聖德？”因此貶楊務廉為陵州刺史。安乐公主家奴强抢民女，刑部逮捕之，安乐公主大怒告中宗，中宗诏釋，恕己不奉诏而力争，遂斩恶奴。
擅長诗文，今存《咏屏风》诗一首。

## 家庭

### 子孙
- 袁建康，淮陽太守，曾任东莱郡太守
  - 袁高，給事中
    - 袁德师，侍御史

  - 袁齐，字公顿，大理评事
  - 袁亮，字公素，袁建康第五子，河南府河南县尉
  - 袁氏，嫁左拾遗内供奉赠使持节舒州军事舒州刺史扶风人窦叔向，生子窦常、窦牟

曾孙袁德文，举进士，开成三年，授秘书省校书郎。
五代十国时期后梁与后唐将领袁象先也有记载显示为袁恕己后人。